# 李錦斌
李 錦斌（り きんひん、1958年2月 - ）は、中華人民共和国の官僚・政治家。四川省成都市出身。元中国共産党安徽省委員会書記、安徽省人民政府省長。中国共産党第19期中央委員会委員。中国共産党の16大、17大、18大、19大の代表。第9回、第12回全国人民代表大会代表。

## 経歴
1958年2月、四川省成都市で生まれる。1980年、長春師範学院（現在の長春師範大学）政治歴史系に入学した。1982年を卒業。卒業後、吉林省教育庁に入庁。1992年9月、長春市党委員会常務委員兼組織部部長に就任。1994年3月、長春市党委員会常務委員兼同市党委員会副書記に就任。1997年10月、通化市党委員会副書記に転出。同年11月、市長代行を兼務。1998年1月には市長を兼任する。2001年7月、遼源市党委員会書記に転任。2008年8月、吉林省人民政府副省長に昇格。
2007年4月、陝西省党委員会常務委員兼組織部部長に転任。
2013年4月、安徽省党委員会副書記兼党校校長（学長）に転任。2015年6月、安徽省人民政府省長代行兼党組書記を兼務。2016年8月には安徽省人民代表大会常務委員会党組書記を兼任する。2016年9月に安徽省人民政府省長を解任された。2017年1月、安徽省人民代表大会常務委員会主任を兼務。2021年9月30日、中国共産党安徽省委員会書記を解任された。
2021年10月23日、全国人民代表大会常務委員会は李錦斌を第13期全国人民代表大会環境と資源保護委員会副主任委員に任命した。